# Max Heinzer
Max Heinzer (* 7. srpna 1987 Lucern, Švýcarsko) je švýcarský sportovní šermíř, který se specializuje na šerm kordem. Švýcarsko reprezentuje mezi muži od roku 2009. V roce 2012 a 2016 startoval na olympijských hrách a při své druhé účasti v roce 2016 postoupil v soutěži jednotlivců do čtvrtfinále. Patří k oporám švýcarského družstva kordistů, se kterým pravidelně vozí medaile z velkých sportovních akcí. Je trojnásobným mistrem Evropy s družstvem z let 2012, 2013 a 2014. Na olympijských hrách v roce 2016 neprošel s družstvem přes úvodní kolo.